# Ordinary (Train)
Ordinary è una canzone della rock band statunitense Train, scritta per la colonna sonora del film Spider-Man 2. Il brano è stato scritto da Bart Hendrickson e Pat Monahan, front man della band.

## Video musicale
Per il brano i Train hanno pubblicato un video musicale che alterna immagini della band che suona la canzone in una stazione della metropolitana a immagini del film Spiderman 2.

## Classifiche
| Classifica (2004)                    | Posizione più alta |
| ------------------------------------ | ------------------ |
| Stati Uniti (Billboard Adult Top 40) | 12                 |